# Un gentilhomme d'Amérique
Pour plus de détails, voir Fiche technique et Distribution.
Un gentilhomme d'Amérique (The Gentleman from America) est un film américain réalisé par Edward Sedgwick, sorti en 1923.

## Fiche technique
- Titre original : The Gentleman from America
- Réalisation : Edward Sedgwick
- Scénario : George C. Hull et Raymond L. Schrock
- Photographie : Virgil Miller
- Société de production : Universal Pictures
- Pays de production : États-Unis
- Format : Noir et blanc - 1,33:1 - Film muet
- Genre : comédie
- Date de sortie : 1923

## Distribution
- Hoot Gibson : Dennis O'Shane
- Tom O'Brien : Johnny Day
- Louise Lorraine : Carmen Navarro
- Carmen Phillips : le vampire
- Ricardo Cortez (non crédité)
- Boris Karloff (non crédité, à confirmer)
- Frank Leigh : Don Ramón Gonzales